# Côte Ouest
Côte Ouest è un singolo del trio maschile francese 47Ter, pubblicato il 25 giugno 2019.

## Classifiche

### Classifiche settimanali
| Classifica (2019) | Posizione massima |
| ----------------- | ----------------- |
| Belgio (Vallonia) | 42                |
| Francia           | 11                |